# Cetos
Cetos é uma aldeia situada na Serra de Montemuro pertencente à Freguesia de Pinheiro (Castro Daire), Município Castro Daire, Distrito de Viseu.

## Trilhos
- «-Cetos Pereira - Ermida do Paiva, Castro Daire». Wikiloc | Trilhas do Mundo. Consultado em 22 de junho de 2024
- Wikiloc. «As melhores trilhas em Cetos, Viseu (Portugal) | Wikiloc». Wikiloc | Trilhas do Mundo. Consultado em 22 de junho de 2024